# Xistrocerinos
Xistrocerinos (Xystrocerini) é uma tribo de coleópteros da subfamília Cerambycinae, na qual compreende cerca de 66 espécies em apenas dois gêneros.

## Sistemática
- Ordem Coleoptera
  - Subordem Polyphaga
    - Infraordem Cucujiformia
      - Superfamília Chrysomeloidea
        - Família Cerambycidae
          - Subfamília Cerambycinae
            - Tribo Xystrocerini (Blanchard, 1845)
              - Gênero Xystrocera (Audinet-Serville, 1834)
              - Gênero Xystroceroides (Leperme, 1948)